# Henri de Saxe-Weissenfels-Barby
Henri de Saxe-Weissenfels, comte de Barby (né à Halle le 29 septembre 1657 et mort à Barby le 16 février 1728) est un prince allemand de la maison de Wettin et comte de Barby.
Il est le quatrième fils d'Auguste de Saxe-Weissenfels, et de sa première épouse, Anne-Marie de Mecklembourg-Schwerin.

## Biographie
Henri, comme quatrième fils de son père, a peu de chance d'hériter de toutes les terres paternelles, et sert comme administrateur du diocèse de Magdebourg, son père obtenant sa nomination en 1674 comme prévôt de Magdebourg à la mort du titulaire, son frère aîné Auguste.
Le grand-père d'Henri, l'électeur Jean-Georges Ier de Saxe, qui est aussi seigneur féodal du comté de Barby, choisit de donner cette terre à ses trois jeunes fils. Il donne à son deuxième fils Auguste (le père d'Henri), non seulement le duché de Saxe-Weissenfels, mais garantit, pour lui et ses héritiers la possession du comté de Barby dans le cas de disparition de la lignée.
Lorsque Auguste Louis, le dernier comte de Barby-Mühlingen, est mort sans enfants en 1659, certaines parties du comté sont passées à Auguste de Saxe-Weissenfels, qui en conséquence est devenu comte de Barby.

## Comte de Barby
Après la mort de son père en 1680, Henri, à l'époque doyen de la cathédrale de Magdebourg, hérite du comté de Barby, selon les termes de son testament.
Parce que Henri (ainsi que chacun de ses frères) a eu la prétention d'être appelé duc de Saxe-Weissenfels, il devient le premier duc de Saxe-Weissenfels-Barby à la mort de son père. Le titre lui apporte du prestige, mais ni siège, ni une voix à la Diète d'Empire, ni la souveraineté dans le duché de Saxe-Weissenfels, plutôt une dépendance politique sur la ligne principale de la famille et l'Électorat de Saxe.
Le règne d'Henri sur Barby a néanmoins d'importantes conséquences économique et culturelle pour la ville et la région. Comme la cour de Weissenfels de ses cousins, il attire des artistes connus et des musiciens, par exemple les hornistes Franz Wenzel Seydler et Hans Léopold. Le pédagogue et lexicographe Johann Theodor de Jablonski est son conseiller de 1689 à 1700.
Ses activités de bienfaisance comprennent des dons à un fonds au bénéficie des veuves de membres du clergé avec l'autorisation de construire une « Maison de la Veuve du prédicateur » (Prediger-Witwen-Haus), ainsi qu'une nouvelle école. Suivant l'exemple de son cousin Jean-Georges de Saxe-Weissenfels, il crée, en 1699, une société des Citoyens (Bürgerkompanie) avec la responsabilité d'assurer l'ordre au cours de célébrations civiques. En outre, l'ensemble de la superficie du comté est mesuré, ce qui permet à la ville et aux églises de village de réformer leurs systèmes de formation.
Henri est également actif en tant que général et participe à la grande guerre turque. Au siège d'Ofen (1684-1686), il s'est distingué avec son frère Christian de Saxe-Weissenfels.
Après 1687, il quitte définitivement l'ancien château et commence la construction du château de Barby qui devient sa nouvelle résidence. Les maîtres d'ouvrage sont Christoph Pitzler et, à partir de 1707, Giovanni Simonetti, qui travaille lui-même à partir des plans établis par Johann Arnold Nering. Le bâtiment n'est terminé qu'en 1715. Dans le même temps, Henri et son épouse séjournent durant de longues périodes à Dessau avec son beau-père, Jean-Georges II d'Anhalt-Dessau, et son beau-frère Léopold Ier d'Anhalt-Dessau.
Une grande importance est attachée à sa défection du luthéranisme au profit du calvinisme à Dessau en 1688. À Barby, les membres de l'Église Réformée se sont établis par eux-mêmes jusqu'en 1833. Henri est également accepté dans la Société des fructifiants par son père, qui a été à sa tête.
Henri est mort à Barby à l'âge de soixante-dix ans et y est enterré dans le nouveau caveau familial. Son seul fils survivant, Georges Albert, lui succède.

## Mariage et descendance
À Dessau, le 30 mars 1686 Henri épouse Élisabeth-Albertine d'Anhalt-Dessau, fille de Jean-Georges II d'Anhalt-Dessau, et ancienne abbesse de Herford. L'arrière-grand-mère paternelle d’Élisabeth, Agnès de Barby-Mühlingen, a apporté à Henri certains liens de sang avec la Maison de Barby. Ils ont huit enfants:
1. Jean Auguste, prince héréditaire de Saxe-Weissenfels-Barby (Dessau, 28 juillet 1687 - Dessau, 22 janvier 1688).
2. Jean Auguste, prince héréditaire de Saxe-Weissenfels-Barby (Dessau, 24 juillet 1689 - Dessau, 21 octobre 1689).
3. Fils jumeaux, mort-nés (Dessau, 1690).
4. Frédéric-Henri, prince héréditaire de Saxe-Weissenfels-Barby (Dessau, 2 juillet 1692 - La Haye, 21 novembre 1711).
5. Georges-Albert de Saxe-Weissenfels-Barby (Dessau, 19 avril 1695 - Barby, 12 juin 1739).
6. Henriette Marie (Dessau, 1er mars 1697 - Weissenfels, 10 août 1719).
7. Fille mort-née (Dessau, 5 octobre 1706).